# Municipio de Sandviken
Sandviken (en sueco: Sandvikens kommun) es un municipio de la provincia de Gävleborg, Suecia, en la provincia histórica de Gästrikland. Su sede se encuentra en la ciudad de Sandviken. El municipio actual se creó en 1971 cuando la ciudad de Sandviken se fusionó con varios municipios rurales circundantes.

## Localidades
Hay 11 áreas urbanas (tätort) en el municipio:
| #  | Tätort         | Población |
| -- | -------------- | --------- |
| 1  | Sandviken      | 25 530    |
| 2  | Storvik        | 2231      |
| 3  | Järbo          | 1789      |
| 4  | Årsunda        | 1014      |
| 5  | Kungsgården    | 770       |
| 6  | Åshammar       | 550       |
| 7  | Hammarby       | 529       |
| 8  | Österfärnebo   | 464       |
| 9  | Jäderfors      | 321       |
| 10 | Hillsta och Se | 269       |
| 11 | Västerberg     | 230       |

## Demografía

### Desarrollo poblacional
| Gráfica de evolución demográfica de Sandviken entre 1970 y 2015 |
|                                                                 |
| Fuente: SCB                                                     |

## Ciudades hermanas
Sandviken esta hermanado o tiene tratado de cooperación con:
- Nakskov, Dinamarca
- Varkaus, Finlandia
- Rjukan, Noruega